# Чардак Подгорац Игрутина
Чардак Подгорац Игрутина саграђен је почетком 19. века у селу Тавник. Заштићен је као споменик културе од 1985. године. 
Чардак представља један типичан пример гостинске куће и садржи отворени дрвени трем. Сачуван је у оквиру окућнице породице Подгорац. Чардак је служио као репрезентативна кућа и умеће народне уметности. Постављен је на равном терену и састоји се од приземља и првог спрата. Високо озидани камени подрум заузима цео приземни део. Дрвени трем заузима источну фасаду целом дужином и покривен је дубоком стрехом. Трем се преко дрвених дирека директно ослања на земљу. До њега воде стрме дрвене степенице. Преко трема се улази у две просторије на спрату. Просторије су одвојене зидом у који је смештена фуруна која служи за загревање оба одељења.
Пројекат конзерваторско-рестаураторских радова направљен је 1987. године након завршетка детаљних истраживања. Творци пројекта су архитекта Р. Чубрић и етнолог Р. Павићевић-Поповић. Конзерваторски радови су изведени 1989. године, након добијања неопходног грађевинског материјала. 